# Hadi Saei
Hadi Saei Bonehkohal (in persiano هادی ساعی بونه كُهل‎; Rey, 10 giugno 1976) è un taekwondoka e politico iraniano.
È stato eletto come membro del Consiglio comunale di Teheran nel 2006 nelle elezioni locali ed è stato rieletto nel 2013.

## Carriera
Saei ha vinto la medaglia d'oro nel Taekwondo alle Olimpiadi di Pechino del 2008 e a quelle di Atene del 2004. Alle Olimpiadi ha ottenuto anche una medaglia di bronzo, a Sydney nel 2000. È stato due volte campione del mondo: a Edmonton nel 1999 e a Madrid nel 2005.

## Palmarès

### Giochi olimpici
- Pechino 2008 -  Oro 80 kg
- Atene 2004 -  Oro 68 kg
- Sydney 2000 -  Bronzo 68 kg

### Mondiali
- Edmonton 1999 -  Oro 72 kg
- Madrid 2005 -  Oro 72 kg
- Garmisch-Partenkirchen 2003 -  Argento 72 kg
- Pechino 2007 -  Bronzo 72 kg

### Giochi asiatici
- Pusan 2002 -  Oro 72 kg
- Doha 2006 -  Argento 72 kg

### Campionati asiatici
- Bangkok 2006 -  Oro 72 kg
- Amman 2002 -  Argento 72 kg